# Еліезер Штейнбарг
 Еліезер Штейнбарг  (на початку творчості: Еліезер Штейнберг; 18 травня 1880, м. Липкани, нині Молдова) — 27 березня 1932, м. Чернівці) — класик єврейської літератури, який писав твори мовою їдиш, байкар, драматург, поет, педагог, громадський діяч.

## Біографія
Еліезер Штейнбарг народився 18 травня 1880 року в м. Липкани Хотинського повіту Бессарабської губернії Російської імперії (тепер — у складі Молдова) в родині небагатого єврейського крамаря.

З дитинства виявив неабиякі здібності до навчання: успішно закінчив хедер (єврейську початкову школу), самостійно вивчав російську мову та літературу, займався самоосвітою на російській та німецькій мовах.
Наприкінці 1890-х почав свою педагогічну, просвітницьку та літературну діяльність: викладав їдиш та іврит у місцевих школах, брав участь у створенні підручників з цих мов, виступав з лекціями по єврейській літературі по всій Бессарабії.
Для популяризації єврейської дитячої літератури пише невеличкі оповідання, казки, повчальні історії, які друкувались на сторінках місцевої періодики «Дос Найе Лебм» («Нове життя») та «Фрайхайт» («Свобода»). В цей же період Е. Штейнбарг написав декілька п'єс: «Праотець Авраам», «Ребе из Бердичева», «Продаж Йосипа у полон», «Білий півень».
У ті ж роки почав писати свої відомі згодом байки, але тільки 1910 року деякі з них були опубліковані в 39-у випуску «Ейропеіше Літератур» («Європейська Література»), який друкувався у Варшаві.
У 1919 році на запрошення єврейської педагогічної громади Буковини Еліезер Штейнбарг переїжджає до Чернівців, де продовжує свою педагогічну, просвітницьку та громадську діяльність.

Працює редактором єврейських журналів, очолює Раду директорів єврейських шкіл міста, організовує при Єврейському домі в Чернівцях Шкільний союз і дитячу школу для вивчення мови ідиш, викладає ідиш та іврит в місцевих школах, створює і видає в 1921 році для дітей буквар під назвою «Алеф-Бейз» з ілюстраціями талановитого художника і свого друга Артура Кольника, щорічно організовує в Карпатах дитячі оздоровчі табори.
Протягом 1920-х років виходить серія його методичних посібників «Култур» (Культура) з єврейської педагогіки, де серед іншого він розробляє методику одночасного навчання обох єврейських мов (ідиш та іврита).
В 1928–1930 рр. Е.Штейнбарг живе і працює в Бразилії, організовує та очолює там школи з навчанням на ідиш в містах Ріо-де-Жанейро та Сан-Пауло.
Після повернення в Чернівці в 1930 році повністю присвячує себе літературній діяльності.
В ці роки по-особливому розквітає його талант письменника-байкаря. Із більш ніж 500 написаних до того часу байок автор відбирає 99 та готує їх до публікації. Перше велике друковане видання байок Е. Штейнбарга побачило світ в 1936 році, вже після смерті автора.

Еліезер Штенбарг з своїм читачем

Помер Еліезер Штейнбарг 27 березня 1932 року від невдалого оперативного втручання.
Похований на центральній алеї єврейського кладовища у Чернівцях.
Його твори перекладені румунською, івритом, португальською, німецькою, англійською, російською мовами, видавались у Бухаресті, Яссах, Буенос-Айресі, Тель-Авіві, Монтевідео, Нью-Йорку. 1972 року архіви Е. Штейнбарга були передані Єврейській національній та Університетській бібліотекам в Єрусалимі (Ізраїль).
1988 року в Чернівцях письменник Йосиф Бург створив Єврейське культурологічне товариство, назване іменем Еліезера Штейнбарга.

## Вшанування
- У 1988 році на будинку в Чернівцях, де проживав письменник, встановлена меморіальна дошка (автор — скульптор Іван Салевич)[5];
- Одна з вулиць Чернівців названа його іменем.

## Перевидання творів Е. Штайнбарга в Чернівцях
- Штейнбарг Э. Басни /пер. с идиш Х.Розенталя /. — Черновцы: общество еврейской культуры им. Э.Штейнбарга, 1990. — 182 с.
- Штейнбарг Е. На камені; Хлопчиу-горобчику; Один і два буде три; З відрами через плечище; Чепурненька наша хатка; Там, де райські ворітечка; Затремти рибчино-рибко: [вірші] / пер.з ідиш Б.Мельничука // Ластівка. — 1994.-№ 3. — С. 8-33.
- Штейнбарг Э. Посвящение луне; Плохая еда; Жених: [стихотворения] / Э.Штейнбарг/ пер. с идиш Х.Розенталя // Молодий буковинець. — 1990. — 26 лют. — 4 берез. (№ 9). — Флояра, С. 3.
- Штейнбарг Э. Поцелуй: [басня] / Э.Штайнбарг // Черновицкие листки. — 1999. — № 60. — С.3.